# 국도 제138호선 (일본)

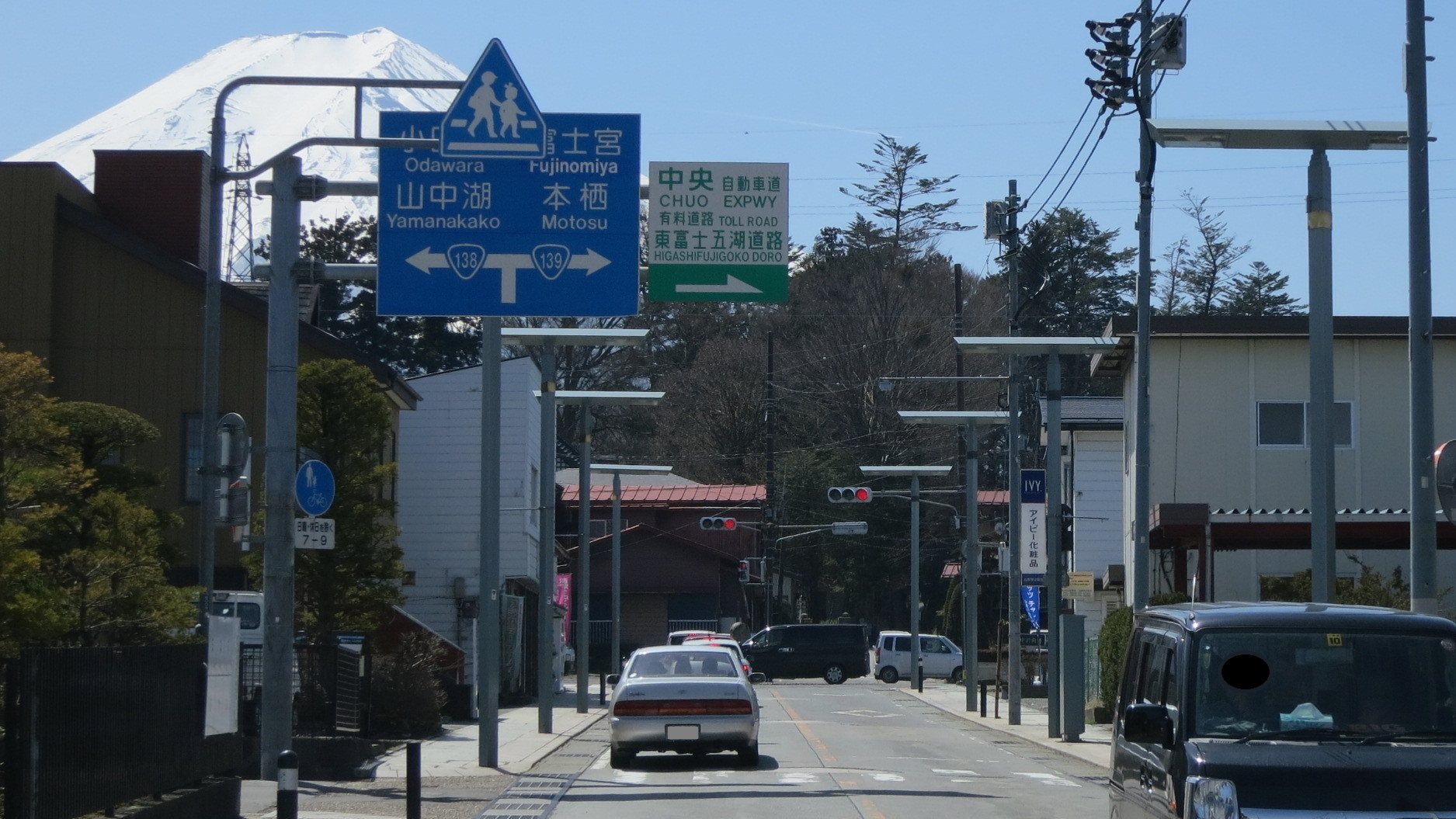
국도 137호선의 기점
야마나시현 후지요시다시 가미요시다 교차로 부근

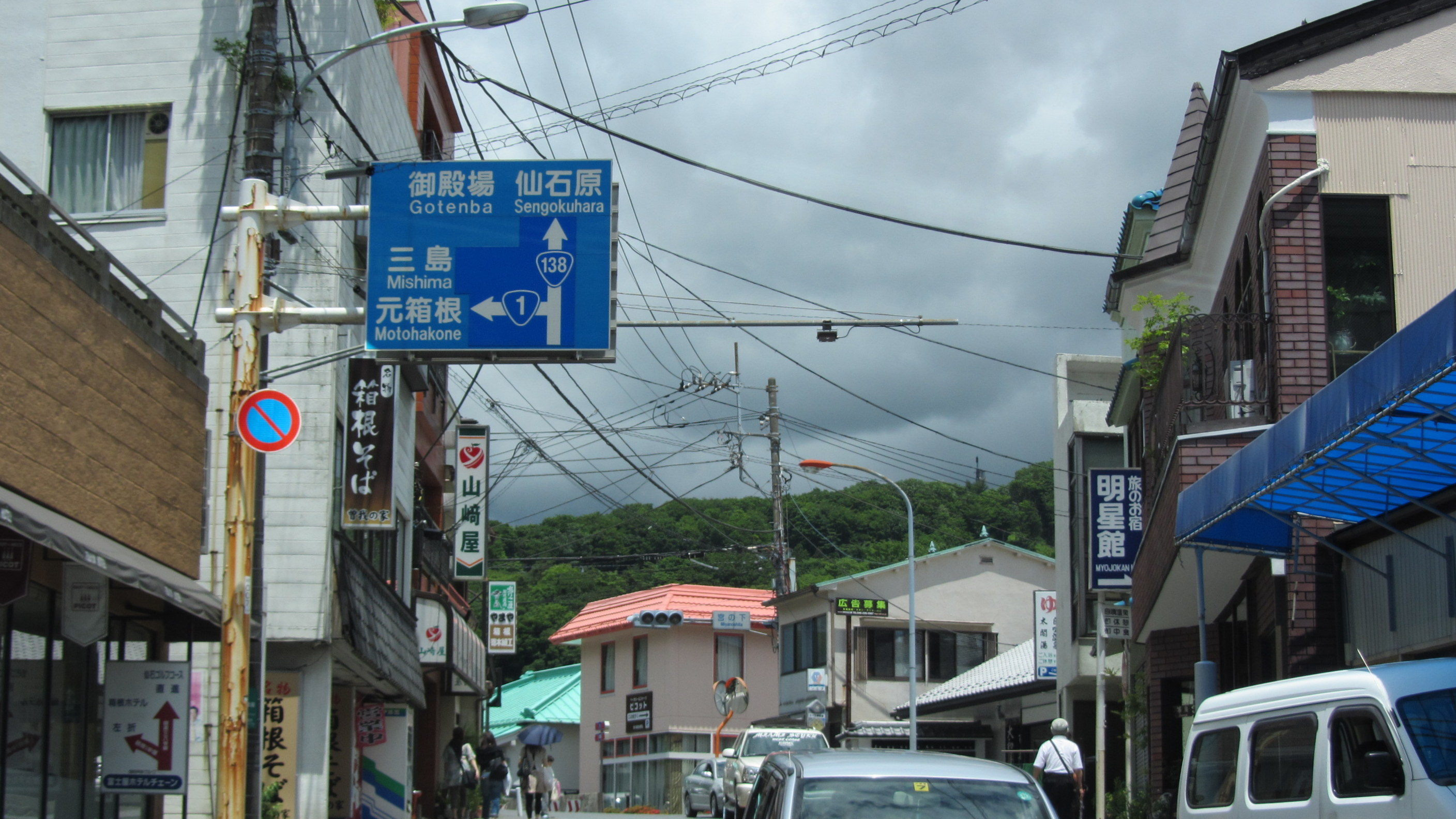
국도 1호선(중복 구간)과의 분기
가나가와현 아시가라시모군 하코네정 미야노시타 교차로 부근

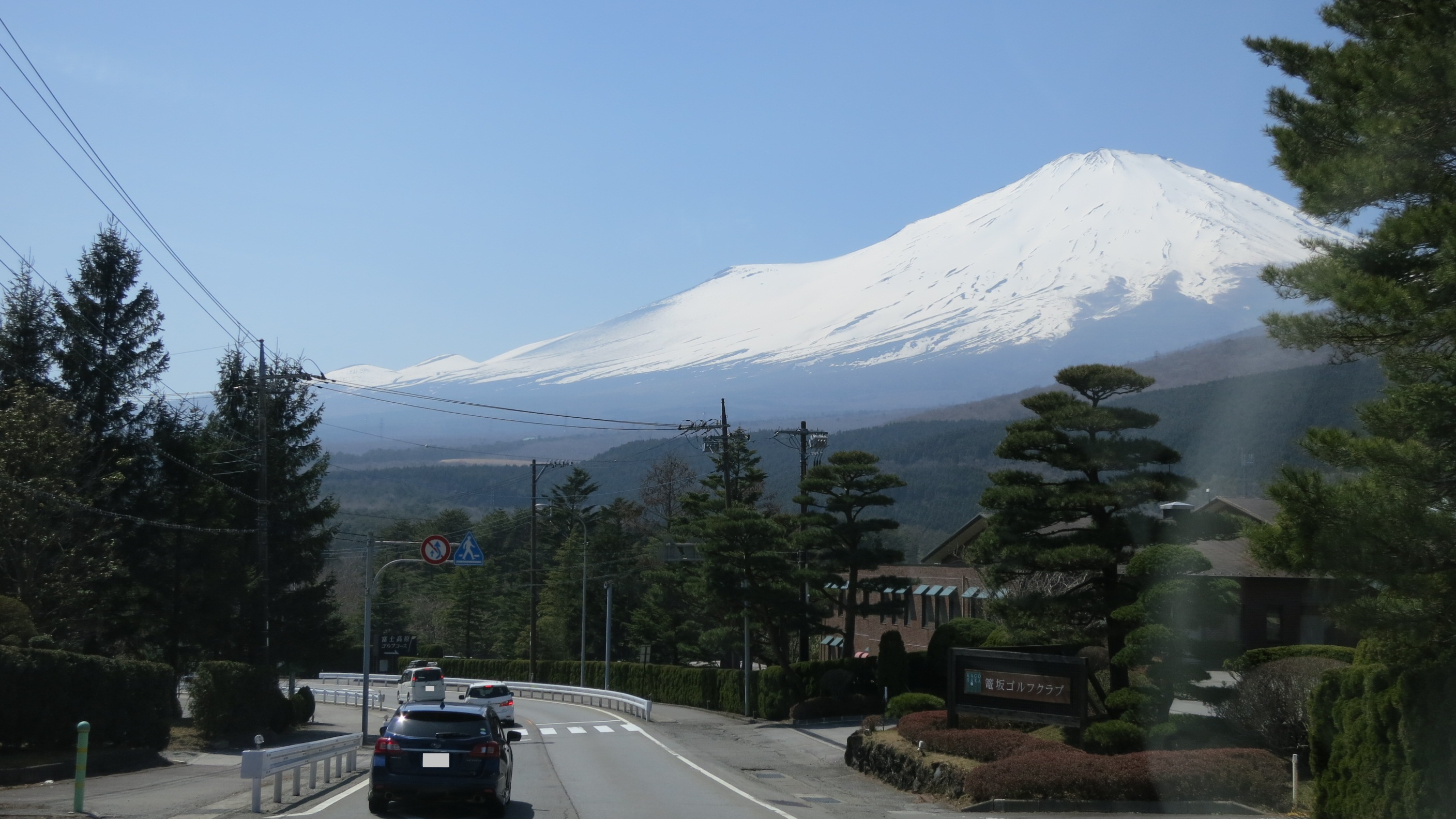
시즈오카현 슨토군 오야마정 스바시리로부터 바라본 후지산 일대
2015년 3월 촬영

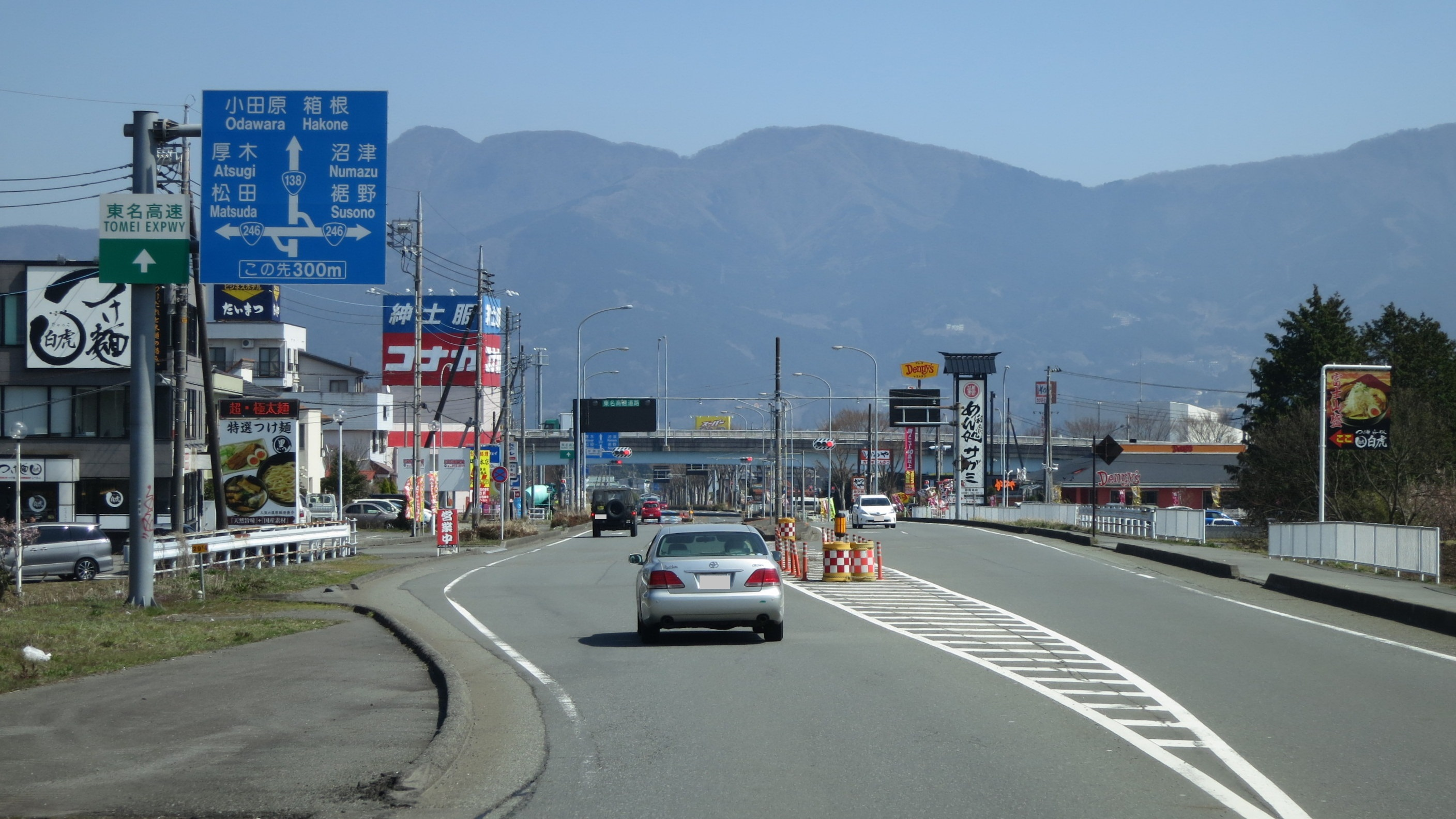
고텐바 바이패스
국도 제246호선과의 분기
시즈오카현 고텐바시 구미자와

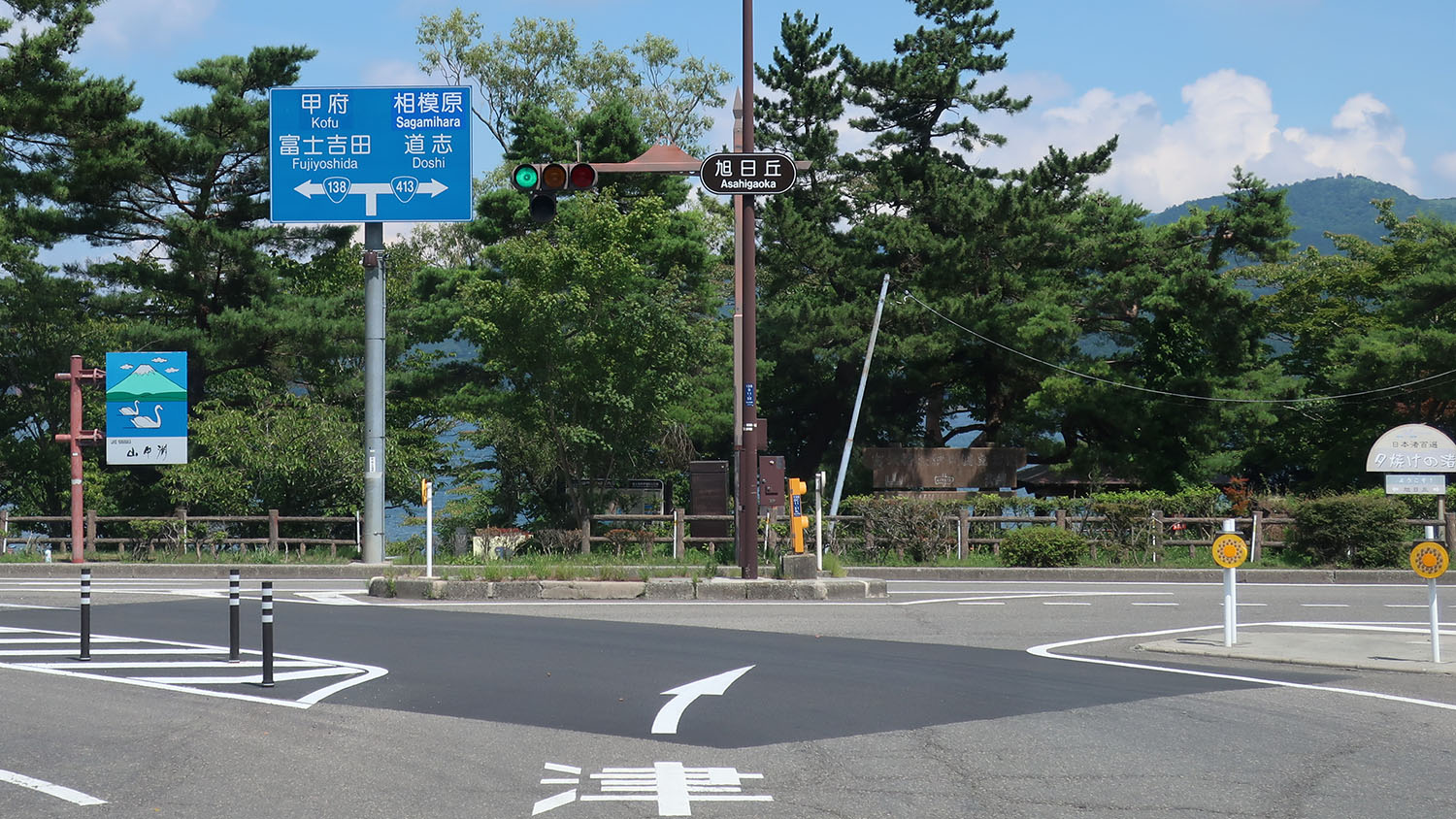
국도 제413호선과의 분기
야마나시현 미나미쓰루군 야마나카코촌

일본 138번 국도(일본어: 国道138号→국도 138호)는 야마나시현 후지요시다시에서 출발하여 시즈오카현을 거쳐 가나가와현 고텐바시까지 이어주는 총 연장 73.3 km, 실제 연장 및 현도가 각각 66.1 km의 구간을 이루는 일본의 일반 국도 노선이다.

## 노선 정보
일반 국도의 노선을 지정하고 있는 정령에 의거한 기종점 및 경유지는 다음과 같다.
- 기점: 후지요시다시 (가미요시다 교차로 = 137번, 300번, 413번 국도와의 기점, 139번 국도와의 교점)
- 종점: 오다와라시 (오다와라 시민회관 앞 교차로 = 1번, 255번 국도와의 교점)
- 중요한 경과지: 지바현 아와군 교난정, 훗쓰시, 기미쓰시
- 총 연장: 73.3 km[1]
- 중용 연장: 7.2 km[2]
- 실제 연장: 66.1 km[3]
  - 현도: 66.1 km[4]
  - 신도: 없음
  - 구도: 없음
  - 지정 구간 : 다음과 같음

1. 야마나시현 후지요시다시 가미요시다 7초메 669-1 ~ 시즈오카현 고텐바시 히가시야마 이시바시 285-3 (기점 - 이시바시 교차로)
2. 가나가와현 아시가라시모군 하코네정 유모토 산마이바시 923-1 ~ 오다하라시 혼초1초메 115-4 (하코네 신도(일본어판)와의 교점 - 종점)

## 역사
- 1953년 5월 18일 : 2급 국도 138호 후지요시다 오다와라 선(후지요시다시 - 가나가와현 아시가라시모군 온센촌 (가나가와현)[5] 사이의 구간)으로 공식 지정 시행.
- 1960년 6월 20일 : 아시가라시모군 하코네정 - 오다와라시의 구간을 편입함에 따라 기종점을 야마나시현 후지요시다시 - 가나가와현 오다와라시의 구간으로 변경시킴.
- 1964년 10월 28일 : 오토메 도로(일본어판)가 정식으로 개통
- 1965년 4월 1일 : 1, 2급의 구분을 삭제하고 일반 국도 138호선으로 전환
- 1984년 12월 20일 : 기존의 유료 도로였던 오토메 도로가 무료로 개방됨

## 노선 개황

### 바이패스
- 스바시리 도로(일본어판)
- 고텐바 바이패스(일본어판)

### 유료 도로
- 히가시후지고코 도로(일본어판)

### 통칭
- 오토메 도로(일본어판)

### 중복 구간
- 야마나시현 후지요시다시 - 야마나시현 미나미쓰루군 야마나카코촌 : 413번 국도
- 가나가와현 아시가라시모군 하코네정 - 가나가와현 오다와라시 : 1번 국도

### 도로 시설

#### 미치노에키
- 후지요시다(일본어판)
- 스바시리(일본어판)

## 지리

### 통과하는 지자체
- 야마나시현
  - 후지요시다시 - 미나미쓰루군 야마나카코촌
- 시즈오카현
  - 슨토군 오야마정 - 오다와라시

### 통과하는 도로
고속도로
- 도메이 고속도로

일반 국도
- 1번 국도
- 137번 국도
- 139번 국도
- 246번 국도
- 255번 국도
- 300번 국도
- 413번 국도
- 469번 국도

바이패스 도로
- 세이쇼 바이패스(일본어판)

### 주요 고개
- 가고사카 고개(일본어판)
- 오토메 고개(일본어판)